# Namakzar
 Ovo je glavno značenje pojma Namakzar. Za druga značenja pogledajte Namakzar (razdvojba).
Namakzar (perz. نمکزار) je sezonsko slano jezero smješteno zapadnim dijelom između Južnog i Razavi Horasana u Iranu odnosno istočnim dijelom u pokrajini Herat u Afganistanu. Jezero ima površinu od približno 800 km², dubinu do 1,0 m i zapremninu do 400 milijuna m³, no navedene vrijednosti javljaju se isključivo tijekom vlažnih godišnjih doba. Vodom se napaja prvenstveno pomoću rijeka koje pritječu sa zapada, dok je količina padalina zanemariva. Prosječna nadmorska visina površine jezera jest 596 m.

## Zemljopis
Namakzar se nalazi na središtu Iranske visoravni i u širem orografskom smislu predstavlja geološku depresiju uklještenu između iranskog Baharškog gorja na sjeveru i Istočnoiranskog gorja na zapadu odnosno krajnjih ogranaka afganistanskog gorja Kuha-je Sijah na istoku. Depresija u cjelini obuhvaća i Petergan smješten južno na +30 m većoj nadmorskoj visini, iako je fizički odvojen planinama Huma-Kuh (1170 m) i Šekaste-je Čah-Tam (729 m). Između dvaju jezera nalazi se i Dak-e Hamun, jezerce površine svega 1,5 km². Navedeno područje dijeli slične geološke i stratigrafske karakteristike s pustinjom Dašt-e Lut i profilno se sastoji od stabilne paleozojske platforme prekrivene gustim mezozojskim sedimentima odnosno holocenskim aluvijem. Jezero je izduženog oblika i proteže se u smjeru sjeverozapad-jugoistok duljinom od približno 45 km, dok se širina kreće od 10 km na južnom do 15 km na sjevernom dijelu. Okomito na istočnu obalu nadovezuje se 25 km dug i do 8,0 km širok odvojak koji je u potpunosti na afganistanskoj strani i sačinjava oko 20 % ukupne površine jezera. Litoralni pojas prema svim stranama izrazito je blagog nagiba i kreće se od 0,1 ‒ 1,0 %, dok su strmine ograničene na manja izolirana područja uz podnožja planina Kuh-e Džahaz (638 m) na zapadu, Sir Hun-e Šomali (826 m) i Sir Hun-e Džonubi (643 m) na istoku, te uz brežuljkasti sjever.
U geopolitičkom smislu Namakzar je u potpunosti pripadao Iranu sve do 18. stoljeća kada se zbog političkog rasula prouzrokovanog padom safavidske dinastije našao u pojasu između kadžarskog Irana i duranijske monarhije, temelja suvremenog Afganistana. Granično područje je dugo vremena bilo nenaseljeno i od male gospodarske važnosti za obje zemlje, a potreba za preciznim definiranjem državne granice pojavila se tek u lipnju 1928. godine zbog afganistanskog svojatanja jezera i okolnih područja. Temeljem 10. članka sporazuma iz 1921. godine, dvije su države 8. ožujka 1934. sazvale nezavisnu arbitražu izabravši pritom za posrednika Tursku, državu s kojom su održavali dobre bilateralne odnose. Arbitražna komisija na čelu s turskim generalom Fahredinom Altajem do 15. svibnja 1935. iscrtala je više od 400 km granica između Haštadana i Sistana, a sam Namakzar je graničnim kolcima br. 53. i 54. pravocrtno podijeljen između dvije države. Obala s užom okolicom i danas je nenaseljena i od ništavne gospodarske važnosti. Uz zapadnu obalu prolazi cesta 99 koja služi prvenstveno iranskoj graničnoj policiji i oružanim snagama.

## Hidrologija
Namakzar se hidrološki i hidrogeološki tradicionalno klasificira pod tzv. Sistanski slijev, jedan od osam unutrašnjih sljevova Iranske visoravni s Hamun-e Helmandom u žarištu, no jezero zapravo predstavlja orografski odvojen slijev više nadmorske visine odnosno niže u odnosu na Petergan. Razvodnice ovog jedinstvenog slijeva određene su vrhovima Istočnoiranskog gorja koje ga dijeli od slijeva Dašt-e Luta prema zapadu, na sjeveru ga Baharško gorje i Kuh-e Šamtig dijele od porječja Hari-Ruda odnosno Karakumskog slijeva, dok ga na jugu i istoku niz brežuljaka odvaja od slijeva Petergana. Namakzar se vodom snabdijeva prvenstveno pomoću sjevernih pritoka ‒ Rud-e Sargardana i Rud-e Šura. Potonja rijeka daleko je najvodonosnija jer njeno porječje obuhvaća niz planinskih pritoka izvirućih u planinama gdje vlada vlažnija klima. Ostali pritoci uglavnom su sezonskog karaktera i uključuju Kal-e Nejak, Rud-e Čarhval i Kal-e Bostan na sjeveru odnosno Kal-e Nohur, Kal-e Sirhun, Kal-e Čah-e Talh i Kal-e Čah-Kuri na zapadu. Zbog vrlo blage konfiguracije terena, unutrašnje delte bez oticanja rasprostranjen su fenomen diljem depresije. Područjem oko jezera prevladava vruća pustinjska klima (BWh) s vrlo malom količinom padalina.

## Flora i fauna
Flora Namakzara uvjetovana je klimom i visokim stupnjem saliniteta, a uključuje razne sukulente i halofite karakteristične za pustinjske i polupustinjske predjele. Iako su faunu ovih prostora istraživali još A. Keyserling kasnih 1850-ih odnosno W. T. Blanford ranih 1870-ih godina, ona je do danas relativno slabo istražena zbog zemljopisne izoliranosti s iranske odnosno višedesetljetne nestabilne političke situacije na afganistanske strane. Općenito, fauna Namakzara podudara se s onom u Dašt-e Lutu, Dašt-e Kaviru i Sistanu, a uključuje ptice selice, gmazove i ograničen uzorak sisavaca. Jedina identificirana vrsta ribe je Capoeta fusca iz porodice šarana, a njeno stanište uglavnom su područja nižeg saliniteta poput ušća jezerskih pritoka. Endemična vrsta kukaca na ovim prostorima je Saxetania decumana.

## Poveznice
- Zemljopis Irana
- Popis iranskih jezera
- Zemljopis Afganistana